# هيدريد الليثيوم
 هيدريد الليثيوم مركب كيميائي له الصيغة LiH ، ويكون على شكل مسحوق بلوري أبيض رمادي.

## التحضير
يحضر مركب هيدريد الليثيوم من تفاعل فلز الليثيوم مع غاز الهيدروجين عند درجات حرارة تتجاوز 600°س.
{\displaystyle \mathrm {2\ Li\ +\ H_{2}\ {\xrightarrow {600\ ^{\circ }C}}\ 2\ LiH} }

## الخواص
- يتلون مركب هيدريد الليثيوم بتعرضه للضوء وذلك نتيجة تفككه.
- يتفاعل لدى تماسه مع الماء (حلمهة) بشكل فوري. ويقوم بالأمر نفسه مع أغلب المحلات (المذيبات).

{\displaystyle \mathrm {LiH\ +\ H_{2}O\ \longrightarrow \ LiOH\ +\ H_{2}} }
لذا فإن مركب هيدريد الليثيوم حساس جداً للرطوبة، بحيث أنه يمكن أن يشتعل تلقائياً. 1 غ من هيدريد الليثيوم يحرر 2.8 ليتر من غاز الهيدروجين.
- مركب هيدريد الليثيوم مثل هيدريدات الفلزات القلوية ذو بنية أيونية وله بنية بلورية مشابهة لكلوريد الصوديوم.
- يتفاعل هيدريد الليثيوم مع هالوجينات الفلزات، مثل كلوريد الألومنيوم وفلوريد البورون حسب المعادلات:

{\displaystyle \mathrm {AlCl_{3}\ +\ 4LiH\longrightarrow \ 3LiCl\ +\ LiAlH_{4}} }
{\displaystyle \mathrm {BF_{3}\ +\ 4LiH\ \longrightarrow \ 3LiF\ +\ LiBH_{4}} }

## الاستخدامات
- نظراً لاحتوائه على أنيون الهيدريد الذي يتميز بخواص اختزالية قوية، لذا فهو يعد من عوامل الاختزال المعروفة في الكيمياء العضوية، ولكن نظراً لخطورة هيدريد الليثيوم وإمكانية اشتعاله تلقائياً، فإنه من المفضل استعمال هيدريد ألومنيوم الليثيوم بدلاً منه.
- يستعمل أيضاً كعامل مجفف ومن أجل توليد غاز الهيدروجين مخبرياً.

## السلامة
يمكن لهيدريد الليثيوم أن يسبب الحرائق، وحرائقه صعبة الإخماد. غبار هيدريد الليثيوم له تأثيرات ضارة على الجلد والأغشية المخاطية.